# West Mount Barren
West Mount Barren är ett berg i Australien. Det ligger i regionen Jerramungup Shire och delstaten Western Australia, omkring 420 kilometer sydost om delstatshuvudstaden Perth. Toppen på West Mount Barren är 331 meter över havet, eller 233 meter över den omgivande terrängen. Bredden vid basen är 10,6 km.
West Mount Barren är den högsta punkten i trakten. Trakten runt West Mount Barren är nära nog obefolkad, med mindre än två invånare per kvadratkilometer.. Det finns inga samhällen i närheten.
Omgivningarna runt West Mount Barren är i huvudsak ett öppet busklandskap. Genomsnittlig årsnederbörd är 566 millimeter. Den regnigaste månaden är maj, med i genomsnitt 83 mm nederbörd, och den torraste är februari, med 13 mm nederbörd.